# Молотов, Иван Николаевич
Иван Николаевич Молотов (3 мая 1940, Кучук-Энер, Сернурский район, Марийская АССР — 9 марта 1972, Иваново) — марийский композитор.

## Биография
Родился 3 мая 1940 года в деревне Кучук-Энер в крестьянской семье, его отец погиб во время Великой Отечественной войны. Воспитывался в Аринском детском доме.
Учился в Казанской консерватории, которую окончил в 1969 году. Учился там у Н. Г. Жиганова, а ранее — у А. С. Лемана. 
В 1969—1972 работал преподавателем музыкального училища в городе Йошкар-Оле.
Был автором около 200 песен и романсов.
Скончался 9 марта 1972 года в возрасте 31 года по неизвестным причинам.

## Работы
- Опера Элнэт (Йошкар-Ола, 1971)
- Кантаты Слава партии (сл. С. Николаева, 1970), Юбилейная кантата (1972) (Для солистов, хора и симфонического оркестра)
- Фантастический танец (1960), поэма Четкар-богатырь (1969) (Для симфонического оркестра)
- Струнный квартет (1968)
- Поэма (1962; для скрипки и фортепиано)
- Соната (1966; для виолончели и фортепиано)
- Поэма (1969; для кларнета и фортепиано)
- Поэма (1963; для скрипки и кларнета)
- Сонатина (1963), Вариации (1964, 1969) (Для фортепиано)
- Романсы, песни (более 150), в том числе цикл Времена года (сл. Ю. Чавайна, 1965) (Для голоса с фортепиано)
- музыка к драматическим спектаклям.